# Roy Eldridge

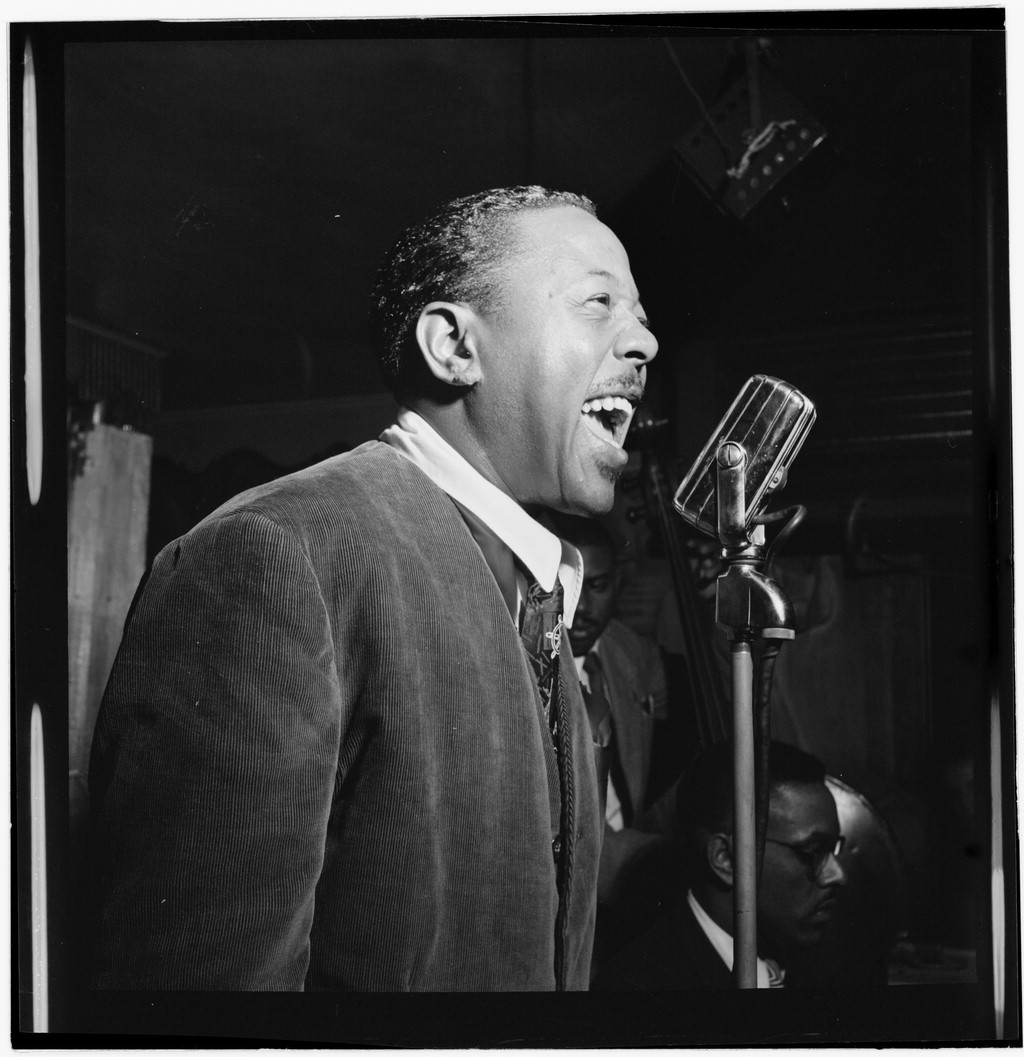
Roy Eldridge (1946)

Roy David Eldridge (ur. 30 stycznia 1911 w Pittsburghu, stan Pensylwania, zm. 26 lutego 1989) – amerykański muzyk jazzowy i instrumentalista, znany również pod pseudonimem Little Jazz. Trębacz znany ze współpracy z Bennym Goodmanem, Countem Basiem czy Colemanem Hawkinsem. Laureat NEA Jazz Masters Award w 1982.
Początkowo prowadził własny zespół, który często występował w nowojorskich klubach Three Deuces oraz Arkadia Ballroom. W 1941 wszedł w skład formacji Gene’a Krupy, gdzie wraz z wokalistką Anitą O’Day tworzył uznany duet. Następnie postanowił przejść do grupy Artie’ego Shawa. Ostatecznie opuścił i ten zespół, gdyż nie znosił krytyki ze strony białej publiczności, która w tamtych czasach nie akceptowała zespołów z muzykami o różnych kolorach skóry. Później nigdy nie występował z białymi muzykami. W 1950 roku w magazynie Negro Digest opublikowano artykuł Eldridge’a Jim Crow is Kiling Jazz, w którym trębacz opowiada o dyskryminacji, której doświadczał. Wcześniej jednak, w 1944 próbował sił jako lider własnego big-bandu jednak grupa szybko rozwiązała się. Swój drugi big-band założył w 1946, aczkolwiek wtedy zespoły grające swing traciły popularność i rozpadały się. Podobnie było z zespołem Roya Eldridge’a. Wtedy znów został muzykiem towarzyszącym. W 1950 wyjechał do Francji, gdzie został bardzo pozytywnie przyjęty. W 1951 powrócił do USA. Został wówczas muzykiem Colemana Hawkinsa. W tym okresie występował również z Johnnym Hodgesem oraz Ellą Fitzgerald. Oprócz tego zagrał koncert w ramach Jazz at the Philharmonic. Później nagrał płytę z Dizzym Gillespie.
Przez wiele lat uznawany był za najszybszego trębacza jazzowego. Jego inspiracją był Benny Carter, z kolei gra Eldridge’a wywarła wpływ na wspomnianego Dizzy’ego Gillespie.